# Lijst van gouverneurs van Jamaica
De volgende personen zijn gouverneur geweest van Jamaica in de tijd dat dit een Britse kolonie was. Jamaica werd door de Engelsen veroverd in de tijd van Oliver Cromwell. Deze had in 1654 admiraal William Penn en generaal Robert Venables eropuit gestuurd om het eiland Hispaniola op de Spanjaarden te veroveren. Toen dit mislukte, veroverden ze Jamaica zonder veel tegenstand. Venables werd daarop de eerste gouverneur.
Tot 1661 vielen de gouverneurs onder het Engelse Gemenebest van Cromwell. Na de restauratie van de monarchie vielen ze onder de Britse koning.
In het begin regeerden de gouverneurs vanuit de stad Port Royal, tot deze in 1692 na een aardbeving in zee zonk. Daarna werd de rol van hoofdstad overgenomen door Spanish Town. De gouverneurs hadden meerdere malen te maken met piraten, die van Port Royal hun uitvalsbasis hadden gemaakt.
| Naam                        | Titel of rang               | Positie                                  | Termijn                     | Termijn                     |
| Naam                        | Titel of rang               | Positie                                  | Begin                       | Eind                        |
| Onder het Britse Gemenebest | Onder het Britse Gemenebest | Onder het Britse Gemenebest              | Onder het Britse Gemenebest | Onder het Britse Gemenebest |
| --------------------------- | --------------------------- | ---------------------------------------- | --------------------------- | --------------------------- |
| Robert Venables             | generaal-majoor             | opperbevelhebber                         | mei 1655                    | juli 1655                   |
| Richard Fortescue           | generaal-majoor             | opperbevelhebber (interim)               | juli 1665                   | oktober 1655†               |
| Robert Sedgwick             | generaal-majoor             | civiel commissaris                       | oktober 1655                | mei 1656†                   |
| Edward D'Oyley              | kolonel                     | opperbevelhebber (interim)               | mei 1656                    | december 1656               |
| William Brayne              | luitenant-generaal          | civiel commissaris                       | december 1656               | september 1657              |
| Edward D'Oyley              | kolonel                     | opperbevelhebber (interim)               | september 1657              | mei 1661                    |
| Onder de Britse koning      |                             |                                          |                             |                             |
| Edward D'Oyley              | kolonel                     | luitenant-generaal en governor-in-chief  | mei 1661                    | augustus 1662               |
| Thomas Windsor              | baron van Stanwell          | kapitein-generaal en governor-in-chief   | augustus 1662               | oktober 1662                |
| Charles Lyttleton           | Sir                         | luitenant-gouverneur                     | oktober 1662                | mei 1664                    |
| Thomas Lynch                | luitenant-kolonel           | voorzitter van de Raad (interim)         | mei 1664                    | juni 1664                   |
| Thomas Modyford             | baronet                     | kapitein-generaal en governor-in-chief   | juni 1664                   | augustus 1671               |
| Thomas Lynch                | Sir                         | luitenant-gouverneur                     | juni 1671                   | maart 1675                  |
| Henry Morgan                | Sir                         | adjunct-gouverneur                       | maart 1675                  | maart 1675                  |
| John Vaughan                | Lord                        | luitenant-generaal en adjunct-gouverneur | maart 1675                  | april 1678                  |
| Henry Morgan                | Sir                         | luitenant-gouverneur                     | april 1678                  | juli 1678                   |
| Charles Howard              | graaf van Carlisle          | kapitein-generaal en governor-in-chief   | juli 1678                   | juni 1680                   |
| Henry Morgan                | Sir                         | luitenant-generaal en adjunct-gouverneur | juni 1680                   | mei 1682                    |
| Thomas Lynch                | Sir                         | kapitein-generaal en governor-in-chief   | mei 1682                    | augustus 1684†              |
| Hender Molesworth           | kolonel                     | luitenant-gouverneur                     | augustus 1684               | december 1687               |
| Christopher Monck           | hertog van Albemarle        | kapitein-generaal en governor-in-chief   | december 1687               | oktober 1688†               |
| Francis Watson              | Sir                         | voorzitter van de Raad (interim)         | oktober 1688                | mei 1690                    |
| William O'Brien             | graaf van Inchiquin         | kapitein-generaal en governor-in-chief   | mei 1690                    | januari 1692†               |
| John White                  | kolonel                     | voorzitter van de Raad (interim)         | januari 1692                | augustus 1692†              |
| John Bourden                | kolonel                     | voorzitter van de Raad (interim)         | augustus 1692               | maart 1693                  |
| William Beeston             | Sir                         | luitenant-gouverneur                     | maart 1693                  | 1700                        |
| William Beeston             | Sir                         | kapitein-generaal en governor-in-chief   | 1700                        | januari 1702                |

Indien achter de einddatum van een gouverneursperiode een obelisk (†) staat, is dit tevens de sterfdatum van de gouverneur.